# Australische Zyklonsaison 2009–2010
Die Australische Zyklonsaison 2009–2010 begann offiziell am 1. November 2009 und dauerte bis zum 30. April 2010. Der operative Plan der World Meteorological Organization sieht für die Gewässer auf der Südhalbkugel zusätzlich ein „tropisches Zyklonjahr“ vor. Dieses begann bereits am 1. Juli 2009 und endete am 30. Juni 2010.
Bestandteil der australischen Zyklonsaison sind Stürme, die sich südlich des Äquators zwischen dem 90. und 160. Grad östlicher Länge bilden. Dazu gehören Australien, Papua-Neuguinea, der westliche Teil der Salomonen, Osttimor und die südlichen Bereiche Indonesiens. Tropische Wirbelstürme in diesem Gebiet werden von fünf Tropical Cyclone Warning Centres (TCWCs) überwacht: dem Bureau of Meteorology in Perth, Darwin und Brisbane in Australien; dem TCWC Djakarta in Indonesien und dem TCWC Port Moresby in Papua-Neuguinea.
Das Joint Typhoon Warning Center gibt für diese Region inoffizielle Warnungen aus, die für US-amerikanische Einrichtungen bestimmt sind. Dabei wird die Erweiterung „S“ verwendet, wenn sich der Sturm westlich von 135° östlicher Länge bildet und ein „P“, falls dies östlich dieser Linie geschieht.
Der erste Sturm und mit andauernden, zehnminütigen Windgeschwindigkeiten von 200 km/h und einem zentralen Luftdruck von 925 hPa der zugleich stärkste tropische Zyklon der Saison war Zyklon Laurence, der sich am 8. Dezember 2009 bildete. Das letzte System der Saison war Zyklon Sean, der sich am 25. April auflöste. Wegen der negativen Auswirkungen der Zyklone Laurence und Magda wurden diese beiden Namen nach der Saison von der Namensliste für die australische Region gestrichen.

## Saisonprognosen

### Bureau of Meteorology
Zum ersten Mal gab das National Climate Center (NCC) des Bureaus of Meteorology eine Saisonprognose für das gesamte Becken zwischen 90° O und 160° O einschließlich der Verantwortungsgebiete der TCWCs Djakarta und Port Moresby bekannt. Das NCC gab vier separate Prognosen bekannt, eine für das gesamte Becken und drei für die Subregionen Western, Northern und Eastern, wobei jeweils das gesamte tropische Zyklonjahr vom Juli 2009 bis zum Juni 2010 abgedeckt wurde. Für die gesamte Region ging die NCC-Prognose von 7–13 tropischen Zyklonen aus, die sich entweder hier bilden oder von außerhalb in die australische Region wandern würden. Für die Region Western, die vom NCC als zwischen 90° O und 125° O definiert wird, sagten die Experten 5–8 tropische Zyklone voraus; der Durchschnittswert der Zyklone, die sich hier bilden oder hierher wandern, beträgt sieben. Für die Region Northern, die als die Zone zwischen 125° O und 142,5° O definiert wurde, sagte das Zentrum 3–4 Zyklone voraus, verglichen zu einem Durchschnittswert von vier. Allerdings gab man an, dass die Erfahrungswerte und demzufolge die Verlässlichkeit des Prognosemodells für dieses Gebiet niedrig sein. Für die Region Eastern, die das Gebiet zwischen 142,5° O und 160° O umfasst, ging das NCC von 3–4 tropischen Zyklonen aus, die sich hier bilden oder hier hindurch wandern würden. Der Durchschnittswert in der östlichen Region beläuft sich ebenfalls auf vier.

### City University of Hong Kong
Auch das Guy Carpenter Asia-Pacific Climate Impact Centre (GCACIC) der City University of Hong Kong (CityUHK) hat im November 2009 das erste Mal eine Vorhersage der Aktivität tropischer Zyklone in der australischen Region bekanntgemacht. Die Vorhersage des GCACICs gliederte sich in die Angabe zur Region als ganzes und für den Bereich zwischen 90° O und 135° O; dieser Bereich stimmt also nicht vollständig mit der Region Western überein, wie sie vom NCC des Bureau of Meteorology festgelegt ist. Für die Zyklonsaison 2009–2010 in der australischen Region als ganzes ging das GCACIC von einer fast durchschnittlichen Aktivität aus. Demnach ging man von acht tropischen Zyklonen insgesamt aus, davon fünf im westlichen Bereich der Region.

## Stürme

### Schwerer Tropischer Zyklon Laurence
Am 8. Dezember berichtete das TCWC in Darwin, dass sich in der Nähe der Südküste von Papua-Neuguinea ein tropisches Tief gebildet hat. Das System zog westwärts und als es am 10. Dezember am Top End vorüberzog, gab das TCWC Sturmwarnungen für die Küstengebiete zwischen Croker Island und Bathurst Island aus, mit Ausnahme von Darwin. Im Tagesverlauf hob das TCWC in Perth alle vorherigen Warnungen auf und gab neue Warnungen für die Küste von Kalumburu, südwärts bis nach Wyndham, Western Australia und westwärts bis zum Mitchell Plateau aus. Das System lag noch etwa einen Tag im Grenzbereich der Verantwortungsgebiete der TCWCs in Darwin und Perth, bevor er sich zu einem Kategorie-1-Zyklon intensivierte und vom TCWC Darwin den Namen Laurence erhielt. Das System zog vor der Küste westwärts und intensivierte sich am 15. Dezember zum Kategorie-2-Zyklon und einige Stunden später zum Kategorie-3-Zyklon. Am Tag darauf wurde Laurence zu einem schweren tropischen Zyklon aufgestuft, der einige Stunden später die höchste Kategorie auf der australischen Zyklonskala erreichte. Der Zyklon überquerte die Küste der Region Kimberley südöstlich von Western Australia und die Vorhersage ging davon aus, dass Derby im Pfad des Wirbelsturms lag. Am 17. Dezember mäandrierte der Zyklon über dem Norden Kimberleys und heftige Regenfälle führten zu erheblichen Niederschlägen über Land. Der Zyklon strebte nach Südwesten und am 18. Dezember gelangte der Zyklon erneut über Wasser. Über dem warmen Wasser des Meeres gewann Laurence ab dem 19. Dezember erneut an Kraft. Am 20. Dezember erreichte der Zyklon erneut die Kategorie 3 und drehte in südliche Richtung. Am Morgen des 21. Dezembers intensivierte sich Laurence zu einem Kategorie-4-Zyklon und einige Stunden später die Kategorie 5. Für die Küste zwischen Pardoo und Sandfire und im Landesinneren bis Yarrie wurde die höchste Sturmwarnstufe ausgelöst.

### Tropisches Tief 02U
Direkt nördlich von Australien bildete sich am 27. Dezember ein tropisches Tief, das am 3. Januar in die Timorsee gelangte, sodass eine Zyklonwarnung für die Küste von Kalumburu bis zum Cape Don ausgelöst wurde. Diese galt auch für Darwin, der Hauptstadt des Northern Territorys. Auf dem Weg in den Joseph-Bonaparte-Golf intensivierte sich das System. Das tropische Tief befand sich am 5. Januar im Westen des Victoria Rivers. In der Region ging Starkregen nieder, und in Böen erreichte der Wind eine Geschwindigkeit von bis zu 90 km/h.

### Tropisches Tief 03U (Edzani)
Das Tropische Tief 03U entstand 9° 40' südlicher Breite und 94°24' östlicher Länge, also westlich von Indonesien und Malaysia, etwa 350 km nordwestlich der Cocos-Inseln. Zwar wurde zunächst eine Intensivierung zu einem Zyklon innerhalb von 48 Stunden vorhergesagt, dies geschah jedoch nicht. Am 4. Januar kreuzte das System westwärts über den 90. Grad östlicher Länge und gelangte damit in den Verantwortungsbereich des TCWC Réunion. Dort intensivierte sich das Tief schließlich doch und erhielt den Namen Edzani.

### Tropisches Tief 04U
Die Monsunrinne über dem Norden Australiens verstärkte sich und brachte vor der Küste Pilbaras am 14. Januar ein tropisches Tief hervor. Für die Schifffahrt wurden Warnungen ausgegeben, vertikale Windscherung hinderte das System bei seiner Drift nach Westen jedoch während der nächsten zehn Tage an der Intensivierung zu einem tropischen Zyklon.

### Tropischer Zyklon Neville
Ein zunächst unklassifiziertes tropisches Tief bildete sich im Verantwortungsbereich des TCWCs in Darwin, etwa bei 11,9° S und 138,5° O im nördlichen Carpentaria-Golf. Am 16. Januar wurde das System offiziell als System 05U klassifiziert und eine Intensivierung vorhergesagt. Das System entwickelte sich jedoch vor dem Überquerung der Cape York Peninsula am 18. Januar nicht. Über der offenen Korallensee verstärkte sich das System jedoch und wurde am 20. Januar zum Tropischen Zyklon Neville hochgestuft. Im Tagesverlauf verlor der Zyklon jedoch wieder an Stärke. Er schlug eine Route ein, die den Sturm erneut über die Halbinsel geführt hätte. Neville löste sich jedoch auf, bevor das System die Küste Queenslands erreichen konnte.

### Schwerer Tropischer Zyklon Magda
Am 19. Januar meldeten die TCWCs in Perth und Darwin, dass sich südlich von Timor am Rande des jeweiligen Verantwortungsbereiches ein tropisches Tief gebildet hat. Dieses wurde kurz darauf von Perth als 06U klassifiziert. Das System zog südwärts und intensivierte sich am 20. Januar zum Tropischen Zyklon Magda. Magda zog in der Nähe von Kuri Bay spät am 21. Januar über Land. Spätere Analysen ergaben, dass Magda beim Landfall ein schwerer tropischer Zyklon der Kategorie 3 war.

### Tropischer Zyklon Olga
Am 20. Januar gaben das RSMC Nadi und das TCWC Brisbane bekannt, dass die Tropische Depression 04F von Osten her in das australische Verantwortungsgebiet gezogen war und neu als Tropisches Tief 07U geführt wurde. Spät am 22. Januar hatte sich 07U in einen Kategorie-1-Zyklon intensiviert und erhielt vom TCWC Brisbane den Namen Olga. Einen Tag später hatte sich Zyklon Olga in die zweite Kategorie verstärkt. Am 24. Januar hatte sich Olga deutlich abgeschwächt und wurde nur noch als tropisches Tief klassifiziert, das bei Cairns fast stationär vor der Küste von Queensland lag. Das System zog dann jedoch nach Westen und überquerte bis zum 26. Januar den südlichen Teil der Cape York Peninsula, blieb jedoch südlich des Golfes von Carpentaria. Für die Küste des Golfes zwischen Burketown und Borroloola wurden Sturmwarnungen ausgegeben. Ein Höhentrog, der den Südosten des Kontinents überquerte, zwang den Ex-Zyklon Olga am 29. Januar in eine östliche Richtung. Über dem Wasser des Golfes konnte sich das System erneut intensivieren und erreichte innerhalb von zwölf Stunden erneut die Kategorie 1 der australischen Skala. Olga schlug dann eine etwas mehr nach Südosten gerichtete Zugbahn ein und überquerte in der Nacht zum 30. Januar (Ortszeit) Mornington Island. In der Frühe des 30. Januar zog das Zentrum Olgas als Kategorie-1-Zyklon im Nordwesten von Queensland endgültig über Land.
Das Resttief zog im Verlauf der folgenden Woche langsam südwärts und verband sich mit einem Monsuntrog, sodass es über Queensland und New South Wales zu erheblichen Regenfällen kam, die das Regendefizit des Sommers 2009/2010 in der Region verringerten.
Bevor sich Olga zu einem Zyklon intensivierte, tötete der Sturm zwei Kinder östlich von Honiara auf den Salomonen. In der Korallensee stand die Zugbahn Olgas infolge des Fujiwhara-Effektes zeitweise unter dem Einfluss durch Zyklon Neville.

### Tropisches Tief 08U
Aus der Monsunrinne über der Arafurasee bildete sich am 22. Februar ein tropisches Tief über dem Northern Territory und bewegte sich zunächst nur wenig, bis am 26. Februar eine südwärts gerichtete Wanderung einsetzte. Ein sich von Westen her annähernder Trog steuerte das System nach Osten. Am 1. März erreichte das System den Südwesten von Queensland. Über dem Northern Territory und großen Teilen des südlichen Queensland erzeugte das tropische Tief vor allem am 1. und 2. März ergiebige und andauernde Regenfälle, die an einer Reihe von Flüssen im Südwesten von Queensland zu Überschwemmungen mit neuen Höchstständen führten. Als die Niederschläge nachließen zog das System weiter nach Süden und vereinigte sich in Südaustralien mit einem außertropischen Tiefdruckgebiet und verursachte am 6. und 7. März Unwetter in Melbourne, Victoria.

### Schwerer Tropischer Zyklon Ului
Am 11. März begann das TCWC Brisbane mit der Ausgabe von Sturmwarnungen zur Tropischen Depression 13F und klassifizierte es als Tropisches Tief 09U. Zu diesem Zeitpunkt befand sich das System noch im Verantwortungsbereich des RSMC Nadi und entwickelte sich dort zum Schweren tropischen Zyklon Ului, der dort in der Kategorie 5 seine größte Intensität erreichte, sich beim Überschreiten des 160. östlichen Längengrades in westlicher Richtung jedoch bereits in die Kategorie 4 abgeschwächt hatte. Am 16. und 17. März schlug der Sturm eine zunächst südliche und später südwestliche Zugbahn ein. Zwar wurde vorausgesagt, dass Ului erneut die höchste Kategorie der australischen Skala erreichen würde, da es sich dem Einfluss durch ein Höhentief und des Schweren tropischen Zyklons Tomas entzog, dennoch blieb der Sturm in der Kategorie 4 und schwächte sich in den frühen Morgenstunden des 18. März in die Kategorie 3 und einen Tag in die Kategorie 2 ab. Am 20. März hatte sich Zyklon Ului erneut in die Kategorie 3 intensiviert. Der Sturm zog über die Whitsunday Islands hinweg und behielt seine Stärke bis zum Landfall gegen 1:30 Uhr Ortszeit am 21. März in der Nähe von Airlie Beach bei, genau am vierten Jahrestag von Zyklon Larrys Landfall an der Küste von Queensland. Über Land verlor der Zyklon jedoch rasch an Kraft und löste sich im Tagesverlauf auf.
An Land verursachte der Sturm wesentliche Schäden, vor allem zwischen Airlie Beach und Mackay. Zahlreiche Boote kenterten infolge des Wellengangs oder wurden durch die Sturmflut an Land geworfen. Außerdem entwurzelte der Zyklon viele Bäume und deckte Hausdächer ab. Für etwa 50.000 Haushalte war die Versorgung mit elektrischer Energie unterbrochen.

### Tropisches Tief 10U (Imani)
Am 22. März stellte das RSMC Réunion fest, dass sich bei 10°54' S / 89°54' O, ganz im Nordosten des Verantwortungsgebietes von Météo-France, eine tropische Störung gebildet hatte. Das TSWC Perth hatte dasselbe System bereits sechs Stunden früher als tropisches Tief klassifiziert und beobachtete es wegen seiner Nähe zum australischen Sektor. Das System zog in dieser Phase langsam nach Südwesten und intensivierte sich im südwestlichen Indik zum Tropischen Zyklon Imani und blieb westlich von 90° östlicher Länge.

### Tropischer Zyklon Paul
Am 23. März meldete das TCWC Darwin, dass sich in der Arafurasee ein tropisches Tief gebildet. Vier Tage später, am 27. März, hatte sich das System zum tropischen Zyklon Paul intensiviert und zog parallel zur Küste im Nordosten von Arnhemland im Northern Territory südwärts. Am 28. März lag das System in der Umgebung von Cape Shield fast stationär. Der Zyklon intensivierte sich am 29. März zu einem Kategorie-2-Zyklon. Am gleichen Abend zog das Zentrum des Zyklons direkt südlich von Cape Shield über Land, wo der tropische Wirbelsturm sich deutlich abschwächte und am Nachmittag des 30. März zu einem tropischen Tief zurückgestuft wurde. Spät am 31. März, nachdem Paul eine Weile über Arnhemland mäandrierte, gelangte das System erneut in den Golf von Carpentaria.
Tropischer Zyklon Paul überzog die Region mit starkem Regen. Groote Eylandt meldete vierzigstündigen Dauerregen, mit verbreitet Niederschlagsmengen von mehr als 280 mm, Bulman meldete 442 mm Niederschlag in dieser Periode. Der Chief Minister des Northern Territorys Paul Henderson erklärte für Teile von Arnhemland den Notstand. Obwohl das System seine Stärke verloren hatte, produzierte es weiterhin ausgiebige Regenmengen. In den 24 Stunden vor 9:00 Uhr Ortszeit am 1. April fielen an der McArthur-River-Zinkmine 160 mm Niederschlag, was die höchste Tagesregenmenge dort seit sieben Jahren war. Ein Elfjahreshoch waren die im gleichen Zeitraum in Borroloola gefallenen 185 mm, die 266 mm in Bing Bong waren der höchste Wert seit über 14 Jahren.

### Tropischer Zyklon Robyn
Am 2. April informierte das TCWC Perth, dass sich bei 11° S und 92°18' O ein tropisches Tief gebildet hat. Dieses intensivierte sich in den folgenden Stunden und wurde rund 500 km westlich der Kokosinseln als tropischer Zyklon Robyn klassifiziert. Das System zog zunächst südwärts und intensivierte sich dabei. Es erreichte am 5. April um 0:00 Uhr UTC seine größte Stärke mit andauernden zehnminütigen Windgeschwindigkeiten von 60 Knoten. Aufgrund nordwestlicher Windscherung setzte die Abschwächung ein. Nach einem zyklonischen Looping gegen den Uhrzeigersinn verlor Robyn am 6. April um 06:00 Uhr UTC den Status eines Zyklons. Als tropisches Tief zog Robyn noch bis zu seiner Auflösung am 7. April nach Südwesten.
Im operativen Betrieb wurde Robyn als Kategorie-3-Zyklon eingestuft. Bei der Nachanalyse ergab sich allerdings zum Zeitpunkt der größten Stärke des Zyklons eine um fünf Knoten niedrigere zehnminütige Windgeschwindigkeit.

### Tropischer Zyklon Sean
Am 21. April meldete das TCWC Perth, dass sich bei 10,3° S und 116,4° O das Tropische Tief 13U gebildet hat. Das System zog zunächst nach Südwesten und intensivierte sich zu einem tropischen Zyklon, dem das TCWC Perth den Namen Sean gab. Schließlich zog Sean westwärts auf den offenen südlichen Indischen Ozean hinaus, ohne Land zu gefährden und löste sich am 25. April auf.

## Sturmnamen
Die verschiedenen Tropical Cyclone Warning Center vergeben die Namen für Stürme, die sich in ihrem jeweiligen Zuständigkeitsbereich bilden. Die Stürme behalten ihren Namen, wenn sie von einem Zuständigkeitsbereich in einen anderen wandern. Allerdings werden Stürme, die in den Verantwortungsbereich von Météo-France auf Réunion wechseln, dort neu benannt. Stürme, die von dort kommend in den Verantwortungsbereich des TCWC in Perth gelangen, behalten den im südwestlichen Indischen Ozean vergebenen Namen. Auf den folgenden Namenslisten sind Namen, die in dieser Zyklonsaison noch nicht vergeben wurden, in hellgrau dargestellt.

### TCWC Djakarta
Das TCWC in Djakarta beobachtet tropische Zyklone, die sich zwischen dem Äquator und 10° südlicher Breite und zwischen 90° und 125° östlicher Länge bilden. Durch das australische Bureau of Meteorology werden in diesem Gebiet zur Unterstützung spezielle Sturmhinweise ausgegeben. Sollte sich ein tropischer Zyklon innerhalb dieses Verantwortungsbereiches bilden, dann vergibt das TCWC Djakarta einen Namen von der folgenden Liste; der nächste zu vergebende Name ist Anggrek. In der Saison 2009–2010 wurde durch das TCWC Djakarta kein Sturm benannt.

### TCWC Port Moresby
Tropische Wirbelstürme, die sich zwischen 10° südlicher Breite und dem Äquator sowie zwischen 141° und 160° östlicher Länge bilden, werden Namen durch das Tropical Cyclone Warning Centre in Port Moresby auf Papua-Neuguinea zugewiesen. Die Bildung tropischer Zyklone in diesem Gebiet ist selten, während der Saison 2007–2008 war es nur ein Sturm, Zyklon Guba. Die nachfolgende Liste nennt die Namen, die das TCWC in Port Moresby vergibt. Es ist unklar, welches der nächste Name ist, der vergeben wird. In der Saison 2009–2010 wurde kein Sturm durch das TCWC Port Moresby benannt.

### TCWCs in Perth, Darwin und Brisbane
Von Beginn der Zyklonsaison 2008–2009 verwendet das australische Bureau of Meteorology nur noch eine einzige Namensliste, betreibt aber nach wie vor drei TCWCs, in Perth, Darwin und Brisbane. Diese beobachten alle tropischen Wirbelstürme, die sich zwischen 90° und 160° östlicher Länge bilden und geben spezielle Warnungen heraus, wenn Zyklone in den Verantwortungsbereich der TCWCs in Djakartas oder Port Moresbys entstehen. Die folgenden Namen wurden für benannte Stürme benutzt:
Laurence, Magda, Neville, Olga, Paul, Robyn, Sean